# Martin Rubeš
Martin Rubeš (* 16. září 1996 Karlovy Vary) je český šermíř, kordista.
V roce 2017 získal s českým družstvem bronzovou medaili na evropském šampionátu, roku 2019 vyhrál individuální soutěž na letní univerziádě. Na Letních olympijských hrách 2024 vybojoval s českým družstvem (Jiří Beran, Jakub Jurka, Michal Čupr) bronz a v individuální soutěži skončil na 28. místě.